# Clausospicula extensa
Clausospicula extensa är en gräsart som beskrevs av Michael Lazarides. Clausospicula extensa ingår i släktet Clausospicula och familjen gräs. Inga underarter finns listade i Catalogue of Life.